# Corvinus Egyetemi Napok
A Corvinus Egyetemi Napok (röviden: CEN) egy háromnapos rendezvénysorozat, melyet a Budapesti Corvinus Egyetem polgárai számára szervez meg a Hallgatói Önkormányzat és az Öntevékeny Csoportok Irodája. A rendezvény évente, tavasszal kerül megrendezésre a Közgáz campus szívében fekvő Sóház téren és az egyetem épületeiben.

## Története
A CEN története a hetvenes évek elején kezdődött (1971), ekkor került ugyanis először megrendezésre a Hallgatói Tagozat rendezésében a Fővám téri főépületben a rendezvény jogelődje, a MEN, azaz a Marx Egyetemi Napok. A rendezvény mai napig követett hagyományai már a kezdeti időszakban megjelentek, már akkor is színvonalas könnyűzenei koncertek és különböző vetélkedők szórakoztatták az érdeklődőket. A MEN 1991-ben átadta a helyét a KEN-nek, azaz a Közgáz Egyetemi napoknak, de a névváltás nem törte meg az időközben többnapossá alakuló esemény lendületét. Jelentősebb fordulatot az egyetem újbóli átalakulása okozott, hiszen az Államigazgatási Főiskola és a Kertészeti és Élelmiszeripari Egyetem csatlakozásával a két másik campus számára is megnyílt a rendezvény, majd a 2004-es egyetemi névváltoztatás után kialakult a ma is használt CEN név.
Az új név eleinte nem hozott szerencsét az eseménynek, hiszen szervezési nehézségek miatt 2006-ban elmaradt a CEN – ez azonban már magában hordozta az új kezdet lehetőségét, ami a rendezvény teljes átalakításához vezetett. A 2007-es új CEN elhagyta az egyetem épületét, és a közeli Nehru-partra költözött, ami a visszajelzések alapján kiváló döntésnek bizonyult. Az egyre növekvő esemény szervezéséhez 2008-ban az egyetem legnagyobb diákszervezete, az Öntevékeny Csoportok Irodája is csatlakozott, így 2008 óta HÖK-ÖCSI kooperációban kerül sor a CEN megrendezésére.

## A 2010-es CEN
A 2010-es Corvinus Egyetemi Napok, mely május 4-től 6-ig kerül megrendezésre, egyszerre követi a korábbi hagyományokat és hoz elő érdekes újításokat. A rendezvény fő helyszíne idén is a Nehru-part elkerített területe lesz, azonban 2010-ben a zárónapon az egyetem Fővám téri épülete válik a fő helyszínné. A fellépők listája is bővült, kedden a Jogi Aktus, a Kowalsky meg a Vega és az Irie Maffia, szerdán Sub Bass Monster, a Supernem és Ganxsta Zolee és a Kartel kerül a színpadra, csütörtökön pedig a Zagar, az Animal Cannibals, a Balkan Fanatik, valamint a Roxy Rádió lemezlovasai szórakoztatják a közönséget.
2010-ben is sor kerül a már hagyománynak számító CENtúrára, melyen az egyetem nyolcfős csapatai küzdenek meg egy három napos versenysorozaton, a Heti CENesre, melynek során az egyetem tanárai ülnek le egy asztalhoz, hogy oldott hangulatban megvitassák a felmerülő kérdéseket. Újdonság a CENzáció bekerülése a programba, amely egy zenés-táncos tehetségkutató vetélkedőt jelent, amelyen mind egyéniben, mind csapatban indulhatnak az érdeklődök. A 2010-es CEN háromnapos bérlete 2000 forintba kerül, de a szervezők különleges akciója révén mindenki, aki délután 3 óra (illetve csütörtökön este 8 óra)előtt megérkezik a helyszínre, ingyen léphet be.

## A 2011-es CEN
A 2011-es Corvinus Egyetemi Napok, amely május 3-tól 5-ig kerül megrendezésre, hosszú évek után először közvetlen az egyetem szívében, a Sóház téren. A fesztivál továbbra is követi az évtizedes hagyományokat, de idén is számos újdonsággal rukkoltak elő a szervezők. A CEN négy év után hagyja el eddigi megszokott színhelyét, a Nehru-partot és az egyetem C és E épülete között található Sóház térre költözik, közelebb hozva ezzel a fesztivált a hallgatókhoz.
Idén is számos ismert fellépő kerül színpadra, kedden a Kiscsillag és a Magashegyi Underground zenél, szerdán pedig a Subscribe és a Fish! koncertjei kerülnek megrendezésre. Május 5-én, csütörtökön pedig immár hagyományt követve az egyetem főépületébe költözik a CEN, ahol Julia Carpenter, DJ O'Neal és a Compact Disco várja a résztvevőket.
A zenei programok mellett idén is számos kísérőrendezvény kerül lebonyolításra a CEN 3 napja alatt, a nyolcfős csapatok újra megküzdenek a győzelemért a CENtúrán, továbbra is keresik a legtehetségesebb hallgatókat a CENzáció tehetségkutatón, és számos sportversenyre, közte a Duna-parti Egyetemek Regattaversenyére is sor kerül. A kultúrsátor idén is rendkívül színes programmal állt elő, számos híres sportoló, közéleti személyiség tart előadást, emellett több színdarab is bemutatásra kerül.

## Összefoglaló
| Év   | Szervező                   | Teljes nézőszám | Főbb előadók | Kultúrsátor előadók | Standuposok                                 |
| ---- | -------------------------- | --------------- | --- | --- | ------------------------------------------- |
| 2007 | HÖK                        | 1500            | Korda György; Bikini; | Takács Tamás |                                             |
| 2008 | Közgáz HÖK – ÖCSI          | 2500            | Animal Cannibals; Heaven Street Seven; Jazzékiel; Kaukázus; The Moog; Tigris                                                | Alföldi Róbert; Parti Nagy Lajos; Vámos Miklós; Kepes András; Kukorelly Endre; Mácsai Pál                                                                                                |                                             |
| 2009 | Közgáz HÖK – ÖCSI          | 3000            | Csá, Misi; Irie Maffia; Kaukázus; Pál utcai fiúk                                                                            | Novák Péter; Eszenyi Enikő; Michelle Wild és Kovi | Beliczai Balázs; Bödőcs Tibor; Badár Sándor |
| 2010 | HÖCSI – Közgáz HÖK és ÖCSI | 4500            | Animal Cannibals; Balkan Fanatik; Irie Maffia; Kowalsky meg a Vega; Ganxsta Zolee és a Kartel; Sterbinszky; Supernem; Zagar | Nagy Márta; Kükü (Critical Mass) és Bence-Kovács Virág; Hajdú B. István; Beck György; Mácsai Pál; Hámori Gabriella; Gyulai Attila; Dolák Saly Róbert;                                    | Bagi-Nacsa; Bödőcs Tibor; Beliczai Balázs;  |
| 2011 | Közgáz HÖK és ÖCSI         | ?               | Magashegyi Underground, Kiscsillag, Fish!, Subscribe, Julia Carpenter, Compact Disco, Dj O'Neal                             | Török Gábor, Mogács Dániel, Gundel Takács Gábor, Jáksó László, Pálinger Katalin, Gergely István, Szivós Márton, Szántó Dávid, Kálloy Molnár Péter, Hrutka Róbert, Kicsi Nyuszi Hopp Hopp | Csenki Attila                               |

## Lásd még
- Budapesti Corvinus Egyetem
- Öntevékeny Csoportok Irodája

## Külső hivatkozások
- A BCE HÖK hivatalos oldala
- Az CEN hivatalos oldala
- Az ÖCSI hivatalos oldala